# Kettlotrechus orpheus
Kettlotrechus orpheus – gatunek chrząszcza z rodziny biegaczowatych i podrodziny Trechinae.

## Taksonomia
Gatunek został opisany w 1962 roku przez Everarda Baldwina Brittona jako Duvaliomimus orpheus. Do nowego rodzaju Kettlotrechus przeniósł go w 2010 roku James Ian Townsend.

## Opis
Ciało długości od 6 do 8 mm, jednolicie rudobrązowe z czułkami, głaszczkami i odnóżami nieco jaśniejszymi. Głowa wydłużona. Oczy szczątkowe, bardzo małe. 2 szczecinki przyoczne po każdej stronie głowy. Przedplecze wydłużone o kątach tylnych kwadratowych lub nieco ostrych, a linii środkowej wgłębionej. Krawędzie boczne z 1 szczecinką w wierzchołkowej ¼. Pokrywy eliptyczne w obrysie o ramionach całkowicie zatartych, rzędach słabo wgłębionych i z wydłużonymi punktami, a międzyrzędach wyraźnie wypukłych. Tylne golenie nieco łukowate. Wewnętrzna torebka aedeagusa z płatem kopulacyjnym. Samica bez szczecinek na wewnętrznej krawędzi hemisternitów i z małą torebkowatą spermateką.

## Występowanie
Gatunek ten jest endemitem Nowej Zelandii, znanym wyłącznie z Wyspy Północnej.